# Matematikai intuicionizmus
A matematikai intuicionizmus vagy neointuicionizmus (a továbbiakban: intuicionizmus) a huszadik század elején keletkezett, anti-realista (anti-objektivista) és konstruktivista matematikai – matematikafilozófiai iskola (különféle hagyományok és irányzatok összefoglaló neve), amely a matematika 19. század végétől kezdődött ún. megalapozási válságának légkörében vált közismertté.
Fontos jellemzője az évezredes realista álláspont feladása a logikában és a matematikában: az intuicionisták szerint nincs az emberi tudattól független igazság. A (matematikai) állítások igazságértékének léte attól függ, hogy az emberi elme elgondolhatja-e, van-e hozzá kapcsolódó intuíciója (anti-realizmus); a matematikai objektumok pedig akkor mondhatóak létezőknek, ha véges sok lépésben megszerkesztettük őket (konstruktivizmus).
Az intuicionisták szerint egy állítás – például a Riemann-sejtés –, melyet még nem bizonyítottak, nem rendelkezik igazságértékkel (ld. még például: Brouwer-féle szám). Sőt léteznek se nem igaz, se nem hamis állítások, melyeket lehetetlen logikailag bizonyítani vagy cáfolni. Ezen nézetek egyik fontos következménye a kétértékű logika matematikai használatának revíziója: az intuicionisták tagadták a kizárt harmadik elvének és a rá épülő indirekt egzisztenciabizonyítások általános érvényét.
Ebből következően a(z intuicionista) matematika nem lehet a (hagyományos) logika része. Az intuicionisták szerint a matematika nem a logika része, inkább fordítva – pontosabban, a logika inkább a matematikai logika és a tapasztalat sajátos határtudománya. A matematika az elme nyelv nélküli alkotó tevékenysége, melynek alapeleme az idő érzékelése; ez a felfogás Immanuel Kant nézeteivel rokon.
Brouwer iskolája filozófiailag szemben áll – némely esetben igen élesen – mind az empirista/materialista jellegű neopozitivizmussal, mind a matematikai fundacionalizmus olyan részben vagy teljesen idealista (realista) irányzataival, mint a platonizmus, a Frege–Russell-féle logicizmus és a Hilbert-féle formalizmus.

## Története
„Nagyon is lehetséges, hogy a klasszikus matematika, mint független tudomány, megszűnik majd létezni.”

– Errett Bishop, Mathematics as a numerical language (1970)

Az intuicionizmus nem előzmények nélküli irányzat, de megalapítójának Luitzen Egbertus Jan Brouwer holland matematikus tekinthető, aki legfontosabb alaptételeit 1907-ben írt doktori disszertációjában fejtette ki. Az „intuicionizmus” szó azonban csak későbbi eredetű, első megjelenése Brower egy 1911-es írásában történt, egy Gerrit Mannoury nevű szerző (1909-ben kiadott) egyik könyvéről (Methodologisches und Philosophisches zur Elementar-Mathematik) írt kritikában. Brouwer 1918-tól kezdve kísérelte meg az intuicionista matematika felépítését.
Brouwer kritizálta ugyan a formalizmust (a formalista matematika nem nyelv nélküli, hanem teljességgel szimbolikus tevékenység), de követői formális rendszereket is alkottak (Arend Heyting például az intuicionista elsőrendű logikát és az aritmetikát is formalizálta).
Az intuicionista elvekre épülő matematika jelentősen eltér a hagyományostól. Jellemző módon egy csomó objektum, melyeket a hagyományos matematika vizsgál (mint például az irracionális számok hagyományosan értelmezett fogalma és általában a végtelen halmazok), az intuicionisták szerint egyszerűen nem létezik. Az intuicionista valós analízisben bármely függvény „egyenletesen folytonos”, bár ez nemcsak a valós számok eltérő felépítettségére vezethető vissza; ugyanis az „egyenletes folytonosság” fogalma is a hagyományostól eltérően van definiálva.

### Lásd még

#### Híres intuicionisták
- Luitzen Egbertus Jan Brouwer
- Hermann Weyl
- Arend Heyting
- Stephen Kleene
- Michael Dummett

#### Egyéb
- Brouwer-féle szám
- matematikafilozófia
- ultraintuicionizmus